# 中善
株式会社中善（なかぜん、英: NAKAZEN CO.,LTD）は、長崎県東彼杵郡波佐見町に本社を置く陶磁器メーカーである。

## 概要
1917年に波佐見町で創業した、波佐見焼の陶磁器メーカー。

## 沿革
- 1917年 長崎県波佐見町中尾郷にて初代・中尾善太郎が開窯
- 1931年 現在地、折敷瀬郷に移る
- 1951年 有限会社中善製陶所設立
- 1961年 二代目・中尾増男社長就任
- 1982年 日本窯業連盟より無災害表彰
- 1983年 三代目・中尾善壽 社長就任
- 1985年 株式会社中善と社名変更
- 1990年 事務所、倉庫、デザイン室、社員食堂等の新築
- 1998年 生産工場の新築、ガス窯の完全自動化。長崎労働基準局により快適職場推進事業場の認定を受ける
- 2017年 四代目・中尾善之社長就任。ファクトリーショップ荷土を開店[2]
- 2020年 オリジナルブランド「zen to」をスタート
- 2025年4月7日 ユザーン監修「仕切りが取れるカレー皿」の新色発売を記念し、「中善 presents 月曜からインドの夕べ U-zhaan×新井孝弘」（会場：波佐見町・monné porte）を開催[3]

## オリジナルブランド「zen to」
創業以来、国内ブランドの製造を請け負ってきたが、創業100周年を迎えたことを機に、肥前地区の技術を広めるため、オリジナルブランド「zen to」を2020年に立ち上げた。陶磁器デザイナーの阿部薫太郎をブランドディレクターとして招聘し、ブランドコンセプトに“多様な嗜好に応える、多彩な個性”を掲げている。

## 「zen to」 監修者
- 2020年8月発売 小宮山雄飛、ツレヅレハナコ[5]。
- 2021年4月発売 ユザーン、吉田愛[6]。
- 2021年7月発売 阿部薫太郎、角田陽太、篠本拓宏、清水久和、辰野しずか、寺山紀彦、吉冨寛基、吉行良平[7]
- 2022年3月発売 太田和彦[8]
- 2022年6月発売 パリッコ[9]
- 2022年9月発売 森崇顕、田代翔太[10]
- 2023年9月発売 吉田愛[11]
- 2023年10月発売 小谷実由[12]
- 2024年7月発売 五十嵐可菜、伊藤ひいな[13]
- 2025年1月発売 ユザーン[14]